# Cap a les altures
 Cap a les altures  (original: Christopher Strong) és una pel·lícula estatunidenca dirigida per Dorothy Arzner, estrenada el 1933 i doblada al català.

## Argument
En una festa, el parlamentari Sir Christopher Strong, un home casat, coneix l'elegant pilot d'avió Lady Cynthia Darrington. Al principi, el seu tracte és innocent però a poc a poc comencen una relació que afectarà la felicitat matrimonial del parlamentari i les carreres professionals d'ambdós.

## Repartiment
- Katharine Hepburn: Lady Cynthia Darrington
- Colin Clive: Sir Christopher Strong
- Billie Burke: Lady Elaine Strong
- Helen Chandler: Monica Strong
- Ralph Forbes: Harry Rawlinson
- Irene Browne: Carrie Valentine
- Jack La Rue: Carlo
- Desmond Roberts: Bryce Mercer
- Margaret Lindsay: no surt als crèdits

## Producció
La pel·lícula va ser produïda per David O. Selznick i Pandro S. Berman, productor associat, per la RKO Ràdio Pictures.

## Distribució
Distribuïda per la RKO Ràdio Pictures, la pel·lícula va ser estrenada a Nova York el 9 març, sortint després a les sales cinematogràfiques dels EUA el 31 març 1933 amb el títol original Christopher Strong. Va ser distribuïda a tot el món: al Japó, va sortir el 1934, a Portugal on, amb el títol O Que Faz o Amor, va ser distribuïda el 3 de març de 1934. A Turquia, va ser titulada Ates böcegi, sortint el 1936.